# Isoetàcies
Les isoetàcies (Isoetaceae o Isoëtaceae) són una família de plantes vasculars sense llavors de la classe Lycopodiopsida. Aquesta família inclou un únic gènere, Isoetes, també escrit Isoëtes, en català isòet.
Hi ha unes 140 espècies d'isòets amb una distribució cosmopolita però sovint es presenten poc abundants o rares.

## Algunes espècies
- Isoetes alpina New Zealand Quillwort
- Isoetes andicola (syn. Stylites andicola)
- Isoetes appalachiana Appalachian Quillwort
- Isoetes brochonii Pyreneean Quillwort
- Isoetes durieui Durieu's Quillwort
- Isoetes echinospora Spring Quillwort
- Isoetes engelmannii Engelmann's Quillwort
- Isoetes flaccida Southern Quillwort
- Isoetes gemmifera (syn. Stylites gemmifera)
- Isoetes histrix Land Quillwort
- Isoetes lacustris Lake Quillwort
- Isoetes louisianensis Louisiana Quillwort
- Isoetes melanospora Black-spored Quillwort
- Isoetes nuttallii Nuttall's Quillwort
- Isoetes tegetiformans Mat-forming Quillwort
- Isoetes tenella Spiny Spore Quillwort
- Isoetes tenuissima French Quillwort
- Isoetes valida Strong Quillwort